# Rathaus Oels

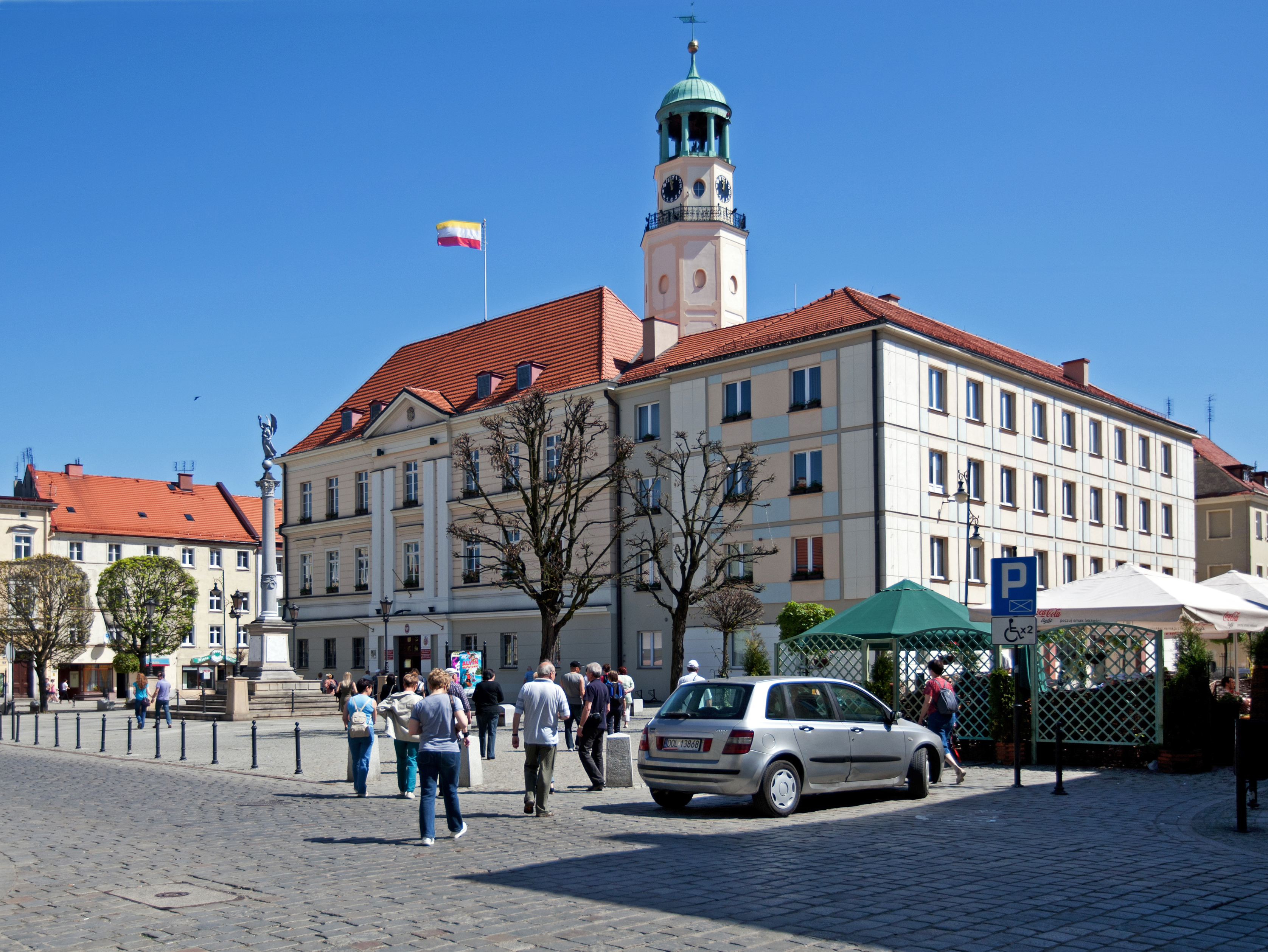
Rathaus Oels

Im historischen Rathaus von Oels (polnisch Ratusz w Oleśnicy) hat auch heute die polnische Stadtverwaltung (Urząd Miasta) ihren Sitz.

## Baugeschichte
Zunächst gab es im mittleren Marktgebäude Stände und Bänke hauptsächlich für Schuhmacher und Bäcker. Sie waren Eigentum des Herzogs oder wurden von der Stadtbevölkerung mit Erlaubnis des Herzogs errichtet, der davon Pachtzinsen erhielt.
Nach Ankauf der Erbvogtei begann man 1407 mit dem Bau eines gemauerten Rathauses. Der zweigeschossige Bau bestand aus zwei Flügeln und war mit einem Giebeldach gedeckt. Der quadratische Turm befand sich am nördlichen Flügel, zwischen beiden Flügeln bestand eine Durchfahrt. Nach Beschädigung bei einem Unwetter 1535 wurde der Turm achteckig mit einer renaissanceartigen Galerie wiederhergestellt.
Eine Zeichnung aus dem Jahr 1660 von Jacob Lindnitz, des Hofmalers des Herzogs Silvius Nimrod, zeigt das Rathaus teilweise in Renaissanceformen. Nach einer Zeichnung von Friedrich Bernhard Werner von 1737 waren die Rathausfassaden von hohen Attiken bekrönt, die vermutlich bei einem Umbau nach den Bränden 1822/23 verschwanden. Die Turmhaube stammt von 1824. Im Jahr 1892 wurden beide Flügel durch ein gemeinsames Treppenhaus verbunden. In Folge des Zweiten Weltkriegs brannte das Gebäude 1945 völlig ab. Nach Plänen von J. Dabrowski wurde der Bau in der nunmehr polnischen Stadt 1960–64 wiedererrichtet.